# Equador nos Jogos Olímpicos de Verão da Juventude de 2010
O Equador participou dos Jogos Olímpicos de Verão da Juventude de 2010 em Cingapura. A delegação equatoriana foi formada por 14 altetas de oito esportes. O país conquistou uma medalha de prata na marcha atlética.

## Medalhistas
| Medalha | Nome                | Esporte   | Evento                            | Data         |
| ------- | ------------------- | --------- | --------------------------------- | ------------ |
| Prata   | Óscar Villavicencio | Atletismo | Marcha atlética masculina (10 km) | 22 de agosto |

## Atletismo
| Evento                            | Atleta              | Qualificação | Qualificação | Final     | Final   |
| Evento                            | Atleta              | Resultado    | Posição      | Resultado | Posição |
| --------------------------------- | ------------------- | ------------ | ------------ | --------- | ------- |
| Marcha atlética feminina (5 km)   | Ana Karina Bustos   |              |              | 23:43.81  | 9º      |
| Marcha atlética masculina (10 km) | Óscar Villavicencio |              |              | 43:46.00  | [ 4 ]   |

## Boxe
| Evento                       | Atleta      | Preliminares | Semifinais            | Final                        | Pos. final |
| ---------------------------- | ----------- | ------------ | --------------------- | ---------------------------- | ---------- |
| Peso meio-pesado (até 81 kg) | Ítalo Perea | Sem oponente | TUR Burak Akşın D 0-7 | UZB Sardorbek Begaliev D 2-5 | 4º         |

## Halterofilismo
| Evento              | Atleta        | Peso corporal (kg) | Arranque (kg) | Arranque (kg) | Arranque (kg) | Arranque (kg) | Arremesso (kg) | Arremesso (kg) | Arremesso (kg) | Arremesso (kg) | Total (kg) | Pos. final |
| Evento              | Atleta        | Peso corporal (kg) | 1             | 2             | 3             | Res.          | 1              | 2              | 3              | Res.           | Total (kg) | Pos. final |
| ------------------- | ------------- | ------------------ | ------------- | ------------- | ------------- | ------------- | -------------- | -------------- | -------------- | -------------- | ---------- | ---------- |
| Até 62 kg masculino | Jorge Pisango | 60,79              | 95            | 100           | 103           | 103           | 130            | 134            | 135            | 135            | 238        | 6º         |
| Até 58 kg feminino  | Verónica Haro | 57,76              | 73            | 77            | 77            | 73            | 93             | 93             | 98             | 93             | 166        | 4º         |

## Lutas
| Evento                           | Atleta       | Preliminares                 | Preliminares            | Preliminares               | Preliminares | Disputa do 5º lugar       | Pos. final         |
| Evento                           | Atleta       | 1ª rodada                    | 2ª rodada               | 3ª rodada                  | Pos.         | Oponente Resultado        | Pos. final         |
| Evento                           | Atleta       | Oponente Resultado           | Oponente Resultado      | Oponente Resultado         | Pos.         | Oponente Resultado        | Pos. final         |
| -------------------------------- | ------------ | ---------------------------- | ----------------------- | -------------------------- | ------------ | ------------------------- | ------------------ |
| Greco-romana até 42 kg masculino | Henry Pilay  | Folga                        | AZE Murad Bazarov D 0-3 | UZB Oleksiy Zhabskyy D 0-4 | 3º           | IRI Mehrdad Khamseh D 1-3 | 6º                 |
| Livre até 63 kg masculino        | Johnny Pilay | RUS Azamatbi Pshnatlov D 0-3 | AUS Haris Fazlic V 3-0  | GEO Irakli Mosidze D 1-3   | 3º           | ALG Mohamed Boudraa V 3-0 | Desclassificado[a] |

↑a  Johnny Pilay foi desclassificado em 15 de outubro de 2010 por testar positivo no exame anti-doping para a substância proibida furosemida.

## Natação
| Evento                | Atleta       | Qualificação | Qualificação | Semifinais  | Semifinais  | Final       | Final       |
| Evento                | Atleta       | Resultado    | Posição      | Resultado   | Posição     | Resultado   | Posição     |
| --------------------- | ------------ | ------------ | ------------ | ----------- | ----------- | ----------- | ----------- |
| 50 m livre feminino   | Diana Chang  | 27.65        | 26º (3º q6)  | Não avançou | Não avançou | Não avançou | Não avançou |
| 100 m costas feminino | Diana Chang  | 1:06.37      | 26º (7º q4)  | Não avançou | Não avançou | Não avançou | Não avançou |
| 200 m costas feminino | Diana Chang  | 2:21.18      | 19º (6º q3)  |             |             | Não avançou | Não avançou |
| 200 m livre masculino | Jorge Masson | 1:59.08      | 37º (3º q1)  |             |             | Não avançou | Não avançou |
| 400 m livre masculino | Jorge Masson | 4:08.80      | 23º (3º q1)  |             |             | Não avançou | Não avançou |

## Tênis
| Evento            | Atleta                        | 1ª rodada                                                      | Torneio de consolação                         | Torneio de consolação                                   | Torneio de consolação                    | Torneio de consolação | Pos. final |
| Evento            | Atleta                        | 1ª rodada                                                      | 1ª rodada                                     | Quartas-de-final                                        | Semifinais                               | Final                 | Pos. final |
| Evento            | Atleta                        | Oponente Resultado                                             | Oponente Resultado                            | Oponente Resultado                                      | Oponente Resultado                       | Oponente Resultado    | Pos. final |
| ----------------- | ----------------------------- | -------------------------------------------------------------- | --------------------------------------------- | ------------------------------------------------------- | ---------------------------------------- | --------------------- | ---------- |
| Simples masculino | Diego Acosta                  | IRL John Morrissey D 0-2 (5-7 e 1-6)                           | JPN Yasutaka Uchiyama V 2-1 (3-6, 6-4 e 10-4) | GER Kevin Krawietz V 2-1 (7-5, 2-6 e 10-7)              | MKD Stefan Micov D 1-2 (7-6, 6-7 e 7-10) | Não avançou           | --         |
| Simples masculino | Roberto Quiroz                | CZE Jiri Veselý D 1-2 (0-6, 6-3 e 3-6)                         | TUN Ahmed Triki D 1-2 (6-1, 4-6 e 6-10)       | Não avançou                                             | Não avançou                              | Não avançou           | --         |
| Duplas masculinas | Diego Acosta e Roberto Quiroz | PER Duilio Beretta/ COL Juan Sebastián Gómez V 2-0 (6-0 e 7-6) |                                               | SVK Filip Horanský/ SVK Jozef Kovalík D 0-2 (6-7 e 2-6) | Não avançaram                            | Não avançaram         | --         |

## Tênis de mesa
| Evento            | Atleta        | Preliminares | Preliminares | Preliminares | 2ª fase consolação | 2ª fase consolação | 2ª fase consolação | Pos. final |
| Evento            | Atleta        | Grupo        | Confrontos | Pos.         | Grupo              | Confrontos | Pos.               | Pos. final |
| ----------------- | ------------- | ------------ | --- | ------------ | ------------------ | --- | ------------------ | ---------- |
| Simples masculino | Rodrigo Tapia | H            | EGY Omar Bedair D 0-3 (8-11, 5-11, 9-11) PRK Kim Kwang Song D 0-3 (9-11, 11-13, 7-11) HUN Tamas Lakatos D 0-3 (7-11, 8-11, 8-11) | 4º           | GG                 | TUN Adem Hmam D 2-3 (11-3, 3-11, 8-11, 15-13, 9-11) ARG Pablo Saragovi V 3-1 (3-11, 11-8, 11-6, 11-8) BRA Eric Jouti D 0-3 (4-11, 3-11, 8-11) | 3º                 | --         |

| Evento         | Atleta                                                       | 1ª fase | 1ª fase | 1ª fase | Torneio de consolação     | Torneio de consolação | Pos. final |
| Evento         | Atleta                                                       | Grupo   | Confrontos | Pos.    | 1ª rodada                 | 2ª rodada             | Pos. final |
| -------------- | ------------------------------------------------------------ | ------- | --- | ------- | ------------------------- | --------------------- | ---------- |
| Equipes mistas | Rodrigo Tapia e GUY Adielle Rosheuvel (equipe Pan-América 3) | D       | NED Países Baixos D 0-3 (0-3, 1-3, 0-3) Intercontinental 1 D 1-2 (0-3, 3-1, 0-3) PRK Coreia do Norte D 0-3 (0-3, 0-3, 0-3) | 4º      | Europa 6 D 0-2 (0-3, 0-3) | Não avançou           | 25º        |

## Triatlo
| Evento               | Triatleta                                             | Natação | Transição 1 | Ciclismo | Transição 2 | Corrida | Tempo total | Pos. |
| -------------------- | ----------------------------------------------------- | ------- | ----------- | -------- | ----------- | ------- | ----------- | ---- |
| Individual feminino  | Jessica Piedra                                        | 10:06   | 0:35        | 33:51    | 0:27        | 21:40   | 1:06:39.86  | 20º  |
| Individual masculino | Juan Andrade                                          | 8:53    | 0:28        | 30:06    | 0:25        | 17.09   | 57:01.41    | 11º  |
| Revezamento misto    | Jessica Piedra (como integrante da equipe Américas 3) |         |             |          |             |         | 1:26:34.25  | 11º  |
| Revezamento misto    | Juan Andrade (como integrante da equipe Américas 2)   |         |             |          |             |         | 1:22:30.15  | 5º   |